# Antke Engel
Antke Engel (* 21. September 1965 in Hamburg) ist eine deutsche Philosophin und Publizistin. Sie gehört mit Sabine Hark zu den Pionierinnen der Butler-Rezeption in Deutschland, lehrt als Gastprofessorin für Queer Studies an verschiedenen Universitäten und ist Gründerin und Leiterin des Instituts für Queer Theory in Berlin.

## Werdegang
Antke Engel studierte Philosophie, Pädagogik und Geographie in Bielefeld und Hamburg. 1995 erwarb sie die Magistra Artium in Philosophie an der Universität Hamburg mit der Arbeit „Abschied von der Binarität? Die Kategorie Geschlecht im feministisch-philosophischen Diskurs“. 2001 wurde sie an der Universität Potsdam in Philosophie mit einer queer-theoretischen Arbeit promoviert, die unter dem Titel „Wider die Eindeutigkeit“ publiziert wurde. Als Gastprofessorin hat sie an der Universitäten Hamburg (2003/04 und 2005), Wien (2011), an der Alice Salomon Hochschule Berlin (2015) sowie der TU Darmstadt (2018/2019) gelehrt. 2007–2009 war sie Research Fellow am Institute for Cultural Inquiry (ICI) Berlin, woraus die Veröffentlichung ihrer zweiten Monographie „Bilder von Sexualität und Ökonomie“ (2009) resultierte. Weitere Fellowships hatte sie 1995 am Institut für die Wissenschaften vom Menschen, 2018 an der London School of Economics und 2018/2019 als Asa Briggs Visiting Fellow an der University of Sussex inne.
2006 gründete Engel das Institut für Queer Theory (iQt), das sie seitdem leitet. In Hamburg in der Prinzenbar des Docks eröffnet und mit Vorträgen von Lisa Duggan und Judith Butler auf den Weg gebracht, ist es heute auf dem Gelände der ehemaligen Berliner Kindl-Brauerei in Neukölln in unmittelbarer Nähe des Schwuz angesiedelt. Als Leiterin des iQt konzipiert und organisiert Engel Veranstaltungen, die an einer „queeren Politik der Repräsentation“ orientiert sind. Sie fördert den internationalen wissenschaftlichen Austausch durch Vortragsreihen und Konferenzen, wobei das Experimentieren mit Veranstaltungsformaten und die partizipatorische Einbindung der Besucher eine wichtige Rolle spielen. Zusammen mit Jess Dorrance hat sie zwischen 2012 und 2016 das von der Neuen Gesellschaft für Bildende Kunst gestartete Projekt „Bossing Images: Die Macht der Bilder, queere Kunst und Politik“ organisiert.
Antke Engel ist im wissenschaftlichen Beirat der Femina Politica, des IPAK Research Center for Cultures, Politics and Identities in Belgrad, assoziierteres Mitglied des Zentrums für transdisziplinäre Geschlechterstudien der Humboldt-Universität zu Berlin sowie Mitglied des College of Expert Reviewers der European Science Foundation. Von 2010 bis 2012 war sie im Gründungsvorstand der Fachgesellschaft Geschlechterstudien.

## Publizistische Tätigkeiten
Von 1990 bis 1997 war Engel Mitherausgeberin, Redakteurin und Autorin der Hamburger Frauenzeitung, einer unabhängigen feministischen Zeitschrift, die heute im Digitalen Deutschen Frauenarchiv archiviert ist. Als Queer-Theoretikerin gab sie zwei Monographien sowie verschiedene Sammelbände mit heraus, unter anderem den Band „Queering Demokratie“ (2000), der die erste internationale Queer-Konferenz in Deutschland dokumentiert, die 1998 von der Heinrich-Böll-Stiftung in Berlin veranstaltet wurde und von Engel ko-organisiert wurde. Mit den Bänden „Hegemony and Heteronormativity“ und „Global Justice and Desire“ trug sie als Herausgeberin zur internationalen Debatte der Queer Studies bei.
Engel hat einen Grundlagenaufsatz zu den Begriffen Geschlecht und Sexualität in dem von Stephan Moebius und Andreas Reckwitz veröffentlichten Einführungsband „Poststrukturalistische Sozialwissenschaft“ sowie eine Abhandlung zu queeren Methoden in dem mehrfach aufgelegten, von Sabine Hark herausgegebenen Band „Dis/Kontinutäten. Feministische Theorie“ veröffentlicht.
Darüber hinaus hat Engel zahlreiche wissenschaftliche Aufsätze publiziert, darunter in Peer-Review-Zeitschriften wie Feministische Studien, Femina Politica, NORA – Nordic Journal of Feminist and Gender Research, Qualitative Inquiry, wo 2018 ihre queer-theoretische Methode einer „engagierten Ekphrasis“ in die internationale Diskussion zu qualitativer Sozialforschung eingeführt worden ist, sowie kunsttheoretische Aufsätze, unter anderem in Kunstforum International, FKW – Zeitschrift für Geschlechterforschung und visuelle Kultur und im e-flux Journal.

## Werk
Engel hat den Begriff „Strategie der VerUneindeutigung“ geprägt, um queer-politische Ansätze von identitäts- oder minderheitenpolitischen Strategien zu unterscheiden. Im Vordergrund ihres Ansatzes steht die Kritik an Identitätspolitiken und den damit einhergehenden Normalisierungen, Hierarchisierungen und Ausschlussprozessen. Damit unterscheidet sie sich von Ansätzen, die queer als Kurzform von LSBTTIA auffassen und darunter Politiken verstehen, die auf Sichtbarkeit und Anerkennung zielen. Laut Engel zeichnet sich queere Politik dadurch aus, die Stabilität und Eindeutigkeit von Identitätskategorien, Normen und vorherrschenden Machtkonstellationen in Frage zu stellen und zu unterlaufen. Engel formuliert, dass es weder um eine Vervielfältigung noch eine Auflösung der Kategorie Geschlecht gehe, sondern darum, die klare Unterscheidbarkeit zweier Geschlechter und eindeutige Geschlechtszuordnungen generell fragwürdig werden zu lassen.
Engel vertritt ein Verständnis der Queer-Theorie als Macht- und Herrschaftskritik, die auf den Abbau sämtlicher Ungleichheits-, Ausbeutungs- und Dominanzverhältnisse abzielt. Die kritische Auseinandersetzung mit Geschlecht, Sexualität und Begehren als Dimensionen sozialer Normierung und Ungleichheit verbindet sie mit dem Anliegen, ein Verständnis umfassender Gerechtigkeit sowie nicht-hierarchische Formen von Differenz zu befördern.
Engels wissenschaftliches Werk zeichnet sich dadurch aus, dass sie in ihrem philosophischen Denken sozial- und kulturwissenschaftliche Ansätze systematisch miteinander verbindet. Sie arbeitet zu poststrukturalistischer Philosophie, Repräsentationskritik und Politiktheorie (Judith Butler, Gilles Deleuze/Félix Guattari, Jacques Derrida, Michel Foucault, Ernesto Laclau/Chantal Mouffe, Teresa de Lauretis). Auf dem Hintergrund der Bildlektüren in „Bilder von Sexualität und Ökonomie“ hat sie eine Methode der Diskursanalyse visuellen Materials entwickelt, die sie als „engagierte Ekphrasis“ bezeichnet. Sie beruht darauf, miteinander verwobene Dynamiken der Macht und des Begehrens zu analysieren, die sich im Umgang mit künstlerischen Arbeiten und visuellem Material entfalten.

„Ekphrasis, also die genaue Beschreibung eines Bildes mittels Sprache, produziert Vervielfältigungen des Bildes, die Zugänge und Widerstände auf Seite des visuellen Materials und der Betrachtenden eröffnet [sic]. Im Zwischenraum bewegt sich Begehren und nutzt dafür Bilder als Transportmittel.“

## Schriften (Auswahl)
Monografien
- Wider die Eindeutigkeit. Sexualität und Geschlecht im Fokus queerer Politik der Repräsentation, Campus, Frankfurt/M. 2002, ISBN 978-3-593-37117-7.
- Bilder von Sexualität und Ökonomie. Queere kulturelle Politiken im Neoliberalismus, transcript, Bielefeld 2009, ISBN 978-3-89942-915-2. (Rezension)

Sammelbände
- Hrsg. mit Nico Berger, Sabine Hark, Corinna Genschel, Eva Schäfer: Queering Demokratie. Sexuelle Politiken, Querverlag, Berlin 2000, ISBN 978-3-89656-057-5.
- Hrsg. mit María do Mar Castro Varela, Nikita Dhawan: Hegemony and Heteronormativity. Revisiting The Political in Queer Politics, Ashgate publishing, Farnham 2012, ISBN 978-1-4094-9297-9.
- Hrsg. mit Jess Dorrance: Bossing Images. Macht der Bilder, queere Kunst und Politik / The Power of Images, Queer Art, and Politics, NGBK, Berlin 2012, ISBN 978-3-938515-45-7.
- Hrsg. mit Nikita Dhawan, Christoph Holzhey und Volker Woltersdorff: Global Justice and Desire. Queering Economy, Routledge, London 2015, ISBN 978-1-138-24182-4.

Fachzeitschrift
- Hrsg. mit Nina Schulz und Juliette Wedl: femina politica. Zeitschrift für feministische Politikwissenschaft 14. Jahrgang, Heft 1/2005, Schwerpunkt: Queere Politik. Analysen, Kritik, Perspektiven, ISSN 1433-6359. (Die Ausgabe ist kostenlos im Open Access (PDF) erhältlich.)

Aufsätze
- Geschlecht und Sexualität. Jenseits von Zweigeschlechtlichkeit und Heteronormativität, in: Moebius, Stephan / Reckwitz, Andreas (Hrsg.): Poststrukturalistische Sozialwissenschaft, Suhrkamp, Frankfurt/M. 2008, S. 330-346, ISBN 978-3-518-29469-7.
- Entschiedene Interventionen in der Unentscheidbarkeit. Von queerer Identitätskritik zur VerUneindeutigung als Methode, in: Harders, Cilia / Kahlert, Heike / Schindler, Delia (Hrsg.): Forschungsfeld Politik, VS Verlag, Wiesbaden 2005, S. 261-282; Reprint in: Hark, Sabine (Hrsg.): Dis/Kontinuitäten. Feministische Theorie, VS Verlag, Wiesbaden, 2. überarbeitete Edition, 2007, S. 285-304, ISBN 978-3-531-15217-2.